# Platypalpus stackelbergi
Platypalpus stackelbergi är en tvåvingeart som beskrevs av Nikolai Vasilevich Kovalev 1971. Platypalpus stackelbergi ingår i släktet Platypalpus och familjen puckeldansflugor. Arten har ej påträffats i Sverige. Inga underarter finns listade i Catalogue of Life.